# Frédéric Surleau
Frédéric Surleau, né le 2 juin 1884 à Nouméa (Nouvelle-Calédonie) et mort le 7 mai 1972 à Paris 12e, est un haut fonctionnaire français.

## Biographie
Fils du directeur de l'école publique de Nouméa, qui porte le même prénom, Frédéric Surleau quitte la Nouvelle-Calédonie pour entrer à l’École nationale des ponts et chaussées à Paris. Diplômé en 1905, l'ingénieur retourne sur la Grande Terre (Nouvelle-Calédonie) pour conduire la construction et l’exploitation de la voie ferrée Nouméa-Païta.
Nommé en métropole, il est directeur à partir de 1935 des chemins de fer d’Alsace et de Lorraine qui disparaît en 1937 au sein de la Société nationale des chemins de fer français dont il devient directeur général adjoint. Lors de la création du Haut comité de coordination de la recherche scientifique en 1938, il est l'un des deux vice-présidents nommés, avec Frédéric Joliot-Curie, auprès de Jean Perrin.
Conséquence de l'incendie des Nouvelles Galeries à Marseille, Édouard Daladier décide de placer la ville sous tutelle et nomme Surleau administrateur extraordinaire entre 1939 et 1940. Il est préfet des Bouches-du-Rhône sous le Régime de Vichy, durant l'été 1940.  
Inspecteur général des ponts et chaussées de 1942 à 1964, il est conseiller d’État entre 1944 et 1954, s'occupant particulièrement des transports et des communications. Il est président du conseil d’administration des chemins de fer d’outre-mer (1944-1960), vice-président du Conseil supérieur de l'aviation marchande (1950-1954), président des commissions d’investissements des transports et communications au commissariat général du plan (1950-1959) et de la Banque commerciale de Paris (1959-1964).
Il préside également le comité parisien pour le centenaire du rattachement de la Nouvelle-Calédonie à la France, en 1953. Il est membre du conseil de la Société des Océanistes et membre titulaire de la 1re section de l’Académie des sciences coloniales à partir du 4 mars 1955.

## Décorations
- Commandeur de l'ordre de l'Économie nationale, en qualité de « conseiller d'État honoraire, président de la commission de modernisation des communications au commissariat général du plan » (1955)[7]
- Médaille de l'Aéronautique au titre de « conseiller d'État, président de la commission des marchés de l'aéronautique » (décret du 28 février 1951)[8].